# Циклобутанол
Циклобутанол — химическое органическое соединение в группе циклоалканов. Это циклический спирт, состоящий из одной гидроксильной группы и другой циклобутановой группы. Бесцветная или желтоватая жидкость.

## Свойства
Циклобутанол — это бесцветная или желтоватая жидкость. При низких температурах соединение кристаллизуется в ромбическую кристаллическую структуру.

## Получение
Циклобутанол может быть получен восстановлением циклобутанона.
Циклобутанол также может быть получен кислотным катализом через циклопропилметанол.
Через реакции  перегруппировки Демьянов, то реакция на циклобутиламина и  азотистой кислоты производит циклобутанол и другие побочные продукты.